# 赫苏斯·费尔南德斯·巴克罗
格雷戈里奥·赫苏斯·费尔南德斯·巴克罗（西班牙語：Gregorio Jesús Fernández Vaquero，1953年8月16日—2021年3月24日），西班牙政治人物，曾任参议院议员。

## 生平
1953年8月16日生于托莱多省图尔莱克。历任卡斯蒂利亚-拉曼恰自治区议会议员（2003年－2019年）、第一秘书（2003年－2007年）、第一副议长（2007年－2011年）、第二秘书（2011年－2012年）、第二副议长（2012年－2015年）等职。2012年至2017年担任卡斯蒂利亚-拉曼恰西班牙工人社会党组织书记。2021年3月24日在马德里逝世。